# This Never Happened Before
This Never Happened Before è la penultima traccia dell'album Chaos and Creation in the Backyard di Paul McCartney, pubblicato dalla Parlophone nel 2005. L'anno successivo è stato pubblicato come singolo radiofonico negli USA dalla Capitol Records con il numero DPRO-49684-2; il disco, contenente l'edit e la versione dell'album, è arrivato alla ventisettesima posizione della classifica dell'Adult contemporary. La canzone è stata inclusa sul film The Lake House del 2006. La canzone è stata registrata nei RAK Studios di Londra, sotto la produzione di Nigel Godrich.

## Formazione
- Paul McCartney: voce, chitarra elettrica Epiphone Casino, basso elettrico Höfner, pianoforte Yamaha, batteria
- Millennia Ensemble, condotta da Joby Talbot: archi, ottoni

L'arrangiamento orchestrale è ad opera di Talbot.

## Tracce singolo
1. This Never Happened Before (edit 2) – 3:13 (Paul McCartney)
2. This Never Happened Before (album version) – 3:26 (Paul McCartney)